# Старобалаклавская улица
Старобалакла́вская у́лица (до 24 сентября 2013 года — дублёр Балакла́вского проспе́кта, до 1988 года — старая трасса Балакла́вского проспе́кта) — улица в Южном и Юго-Западном административных округах города Москвы на территории Нагорного района и района Зюзино.

## История
Улица получила современное название 24 сентября 2013 года, до переименования являлась дублёром Балакла́вского проспе́кта, до 1988 года по ней проходила старая трасса Балакла́вского проспе́кта.

## Расположение
Старобалаклавская улица проходит от Варшавского шоссе на запад параллельно Балаклавскому проспекту до Большой Юшуньской улицы, пересекая Симферопольский бульвар и Азовскую улицу. По Старобалаклавской улице не числится домовладений.

## Транспорт

### Наземный транспорт
По Старобалаклавской улице не проходят маршруты наземного общественного транспорта. У восточного конца улицы расположены остановки «Малый Чертановский пруд», «Балаклавский проспект, д. 3» автобусов с163, м84 (на Балаклавском проспекте), остановка «Старобалаклавская улица» автобусов 947, м95, с163 (на Варшавском шоссе), у западного — остановки «Балаклавский проспект, д.33», «Азовская улица» и «Балаклавский проспект, д. 18» автобусов с163, м84, 938(на Балаклавском проспекте), остановка «Школа № 536» автобусов 968 (на Азовской улице), у середины улицы — остановка «Симферопольский бульвар» автобусов 938, 968, м84, с168 (на Балаклавском проспекте), остановка «Метро „Чертановская“» автобусов м84,с163 (на Балаклавском проспекте), остановка «Балаклавский проспект» автобусов с929, 922, 977, н8, трамваев 1, 16, трамвайное кольцо «Метро „Чертановская“» с одноимённой конечной остановкой трамвая 3 (на Симферопольском бульваре).

### Метро
- Станция метро «Чертановская» Серпуховско-Тимирязевской линии — южнее улицы, на пересечении Балаклавского проспекта с Симферопольским бульваром и Чертановской улицей.